# Италија на Европском првенству у атлетици у дворани 2017.
Италијаје учествовала на 34. Европском првенству у дворани 2017 одржаном у Београду, Србија, од 3. до 5. марта. Ово је тридесет четврто Европско првенство у атлетици у дворани од његовог оснивања 1970. године на којем је Италија учествовала, односно учествовала је на свим такмичењима до данас. Репрезентацију Италије представљало је 26 спортиста (15 мушкараца и 11 жена) који су се такмичили у 15 дисциплине (9 мушких и 6 женских).
На овом првенству Италија је делила 18 место по броју освојених медаља са 1 освојеном медаљом (сребрна). У табели успешности према броју и пласману такмичара који су учествовали у финалним такмичењима (првих 8 такмичара) Италија је са 8 учесника у финалу заузела 10 место са 25 бодова.
| Пл. | Земља   | 1. место | 2. место | 3. место | 4. место | 5. место | 6. место | 7. место | 8. место | Бр. фин. Бод. |
| --- | ------- | -------- | -------- | -------- | -------- | -------- | -------- | -------- | -------- | ------------- |
| 10. | Италија | –        | 1 - 7    | -        | 1 - 5    | –        | 2 - 6    | 3 - 6    | 1 – 1    | 8 - 25        |

## Учесници
| Мушкарци: - Микаел Туми — 60 м - Марко Лоренци — 400 м - Марио Ламбурђи — 400 м - Yassin Bouih — 1.500 м - Мароуан Разине — 3.000 м - Јеманеберхан Крипа — 3.000 м - Хасан Фофана — 60 м препоне - Силвано Ћесани — Скок увис - Кристијан Фалоки — Скок увис - Филипо Рандацо — Скок удаљ - Ендру Хоу — Скок удаљ - Ламонт Марсел Џејкобс — Скок удаљ - Фабрицио Донато — Троскок - Данијел Кавацани — Троскок - Симон Кајроли — Седмобој | Жене: - Глорија Хупер — 60 м - Ана Бонђорни — 60 м - Ђулија Виола — 3.000 м - Луција Пасквале — 4 x 400 м - Марија Енрика Спака — 4 x 400 м - Марија Бенедикта Кигболу — 4 x 400 м - Ајомиде Фолорунсо — 4 x 400 м - Ерика Фурлани — Скок увис - Серена Капончели — Скок увис - Лаура Страти — Скок удаљ - Дарја Деркач — Троскок |  |

## Освајачи медаља (1)

### Сребро (1)
- Фабрицио Донато - Троскок

## Резултати

### Мушкарци
| Атлетичар             | Дисциплина   | Лични рекорд | Квалификације   | Квалификације   | Полуфинале            | Полуфинале           | Финале               | Финале               | Детаљи |
| Атлетичар             | Дисциплина   | Лични рекорд | Резултат        | Место           | Резултат              | Место                | Резултат             | Место                | Детаљи |
| --------------------- | ------------ | ------------ | --------------- | --------------- | --------------------- | -------------------- | -------------------- | -------------------- | ------ |
| Микаел Туми           | 60 м         | 6,51 НР      | 6,69 КВ         | 2. у гр. 4      | 6,72                  | 7. у гр. 2           | Није се квалификовао | 10 / 26              |        |
| Марко Лоренци         | 400 м        | 47,17        | 48,10           | 4. у гр. 2      | Није се квалификовао  | Није се квалификовао | Није се квалификовао | 20 / 24 (29)         |        |
| Марио Ламбурђи        | 400 м        | 46,68        | Дисквалификован | Дисквалификован | Није се квалификовао  | Није се квалификовао | Није се квалификовао | Није се квалификовао |        |
| Yassin Bouih          | 1.500 м      | 3:42,78      | 3:44,67 кв      | 3. у гр. 3      |                       |                      | 3:47,95              | 8 / 22               |        |
| Мароуан Разине        | 3.000 м      | 7:50,78      | 7:55,17 КВ      | 2. у гр. 1      | 8:04,19               | 6 / 21 (23)          |                      |                      |        |
| Јеманеберхан Крипа    | 3.000 м      | 7:57,25      | 7:59,76 кв      | 5. у гр. 2      | 8:05,63               | 7 / 217 (23)         |                      |                      |        |
| Хасан Фофана          | 60 м препоне | 7,73         | 7,78            | 5. у гр. 1      | Није се квалификовао  | 17 / 27 (28)         |                      |                      |        |
| Силвано Ћесани        | Скок увис    | 2,33         | 2,28 КВ, ЛРС    | 1.              | 2,27                  | 7 / 19               |                      |                      |        |
| Кристијан Фалоки      | Скок увис    | 2,25         | 2,21            | 13.             | Није се квалификовао  | 13 / 19              |                      |                      |        |
| Филипо Рандацо        | Скок удаљ    | 8,05         | 7,89 кв         | 5.              | 7,77                  | 7 / 18 (20)          |                      |                      |        |
| Ендру Хоу             | Скок удаљ    | 8,30         | 7,71            | 10.             | Нису се квалификовали | 10 / 18 (20)         |                      |                      |        |
| Ламонт Марсел Џејкобс | Скок удаљ    | 8,07         | 7,70            | 11.             | Нису се квалификовали | 11 / 18 (20)         |                      |                      |        |
| Фабрицио Донато       | троскок      | 17,73        | 16,70 КВ, ЛРС   | 8.              | 17,13                 |                      |                      |                      |        |
| Данијел Кавацани      | троскок      | 16,49        | 16,38           | 11.             | Није се квалификовао  | 11 / 18              |                      |                      |        |

#### Седмобој
| Дисциплина   | Симон Кајроли | Симон Кајроли | Симон Кајроли | Симон Кајроли | Симон Кајроли | Симон Кајроли |
| Дисциплина   | Лич. рек.     | Рез.          | Бод.          | Плас.         | Укупно бод.   | Пласман       |
| ------------ | ------------- | ------------- | ------------- | ------------- | ------------- | ------------- |
| 60 м         | 6,98          | 7,04          | 868           | 6.            | 868           | 6.            |
| Скок удаљ    | 7,42          | 7,55 ЛР       | 947           | 2.            | 1.815         | 3.            |
| Бацање кугле | 12,50         | 12,21         | 619           | 15.           | 2.434         | 11.           |
| Скок увис    | 2,10          | 2,04          | 840           | 5.            | 3.206         | 13.           |
| 60 препоне   | 8,30          | 8,31          | 905           | 13.           | 4.179         | 11.           |
| Скок мотком  | 4,20          | 4,60 ЛР       | 790           | 11.           | 4.969         | 13.           |
| 1.000 м      | 2:37,13       | 2:40,14       | 872           | 3.            | 5.841         | 12.           |
| Укупно       | 5.683         | -             |               |               | 5.841 ЛР      | 12 / 14 (16)  |

### Жене
| Атлетичарка              | Дисциплина | Лични рекорд | Квалификације   | Квалификације | Полуфинале | Полуфинале | Финале                | Финале       | Детаљи |
| Атлетичарка              | Дисциплина | Лични рекорд | Резултат        | Место         | Резултат   | Место      | Резултат              | Место        | Детаљи |
| ------------------------ | ---------- | ------------ | --------------- | ------------- | ---------- | ---------- | --------------------- | ------------ | ------ |
| Глорија Хупер            | 60 м       | 7,29         | 7,35 КВ, =ЛРС   | 3. у гр. 4    | 7,34 ЛРС   | 5. у гр. 2 | Нису се квалификовале | 9 / 37 (38)  |        |
| Ана Бонђорни             | 60 м       | 7,26         | 7,42 кв         | 5. у гр. 2    | 7,43       | 7. у гр. 3 | Нису се квалификовале | 19 / 37 (38) |        |
| Ђулија Виола             | 3.000 м    | 8:56,23      | 8:57,86 КВ, ЛРС | 3. у гр. 1    |            |            | 8:56,19 ЛР            | 7 / 17       |        |
| Луција Пасквале          | 4 х 400 м  | 3:31,99      |                 |               |            |            | 3:32,87               | 4 / 6        |        |
| Марија Енрика Спака      | 4 х 400 м  | 3:31,99      |                 |               |            |            | 3:32,87               | 4 / 6        |        |
| Марија Бенедикта Кигболу | 4 х 400 м  | 3:31,99      |                 |               |            |            | 3:32,87               | 4 / 6        |        |
| Ајомиде Фолорунсо        | 4 х 400 м  | 3:31,99      |                 |               |            |            | 3:32,87               | 4 / 6        |        |
| Ерика Фурлани            | Скок увис  | 1,90         | 1,86            | =9.           |            |            | Нису се квалификовале | =9 / 21      |        |
| Серена Капончели         | Скок увис  | 1,89         | 1,86            | 18.           | 18 / 21    |            | Нису се квалификовале |              |        |
| Лаура Страти             | Скок удаљ  | 6,59         | 6,49            | 9.            | 9 / 17     |            | Нису се квалификовале |              |        |
| Дарија Деркач            | Троскок    | 14,05        | 13,69           | 13.           | 13 / 18    |            | Нису се квалификовале |              |        |